# 평신정 사건
평신정 사건(平新艇事件)은 1966년 조선민주주의인민공화국의 어선이 망명을 요구하고 일본으로 밀항한 사건이다.